# Anna Nicole Smith
Vickie Lynn Hogan (Houston, Texas; 28 de noviembre de 1967 - Hollywood, Florida, 8 de febrero de 2007), más conocida como Anna Nicole Smith,fue una modelo, actriz y presentadora de televisión estadounidense. Logró popularidad por primera vez en la revista Playboy cuando ganó el título de Playmate del año en 1993. Modeló para compañías de moda, incluidas Guess?, H&M y Heatherette.
Después de reprobar su primer año abandonó la escuela secundaria a los 14 años en 1982, se casó en 1985 y se divorció en 1993. En 1986 nació su hijo Daniel Wayne Smith. En 1994, su segundo matrimonio, muy publicitado, con el multimillonario de 89 años J. Howard Marshall dio lugar a especulaciones de que se había casado con él por su dinero, lo cual negó. Tras la muerte de Marshall en 1995, inició una larga batalla legal por una parte de su patrimonio. Sus casos llegaron a la Corte Suprema de los Estados Unidos: Marshall v. Marshall sobre una cuestión de jurisdicción federal y Stern v. Marshall sobre una cuestión de autoridad del tribunal de quiebras.
Debutó en 1992 para la revista Playboy donde se acreditó bajo el nombre Vickie Smith. En mayo de ese mismo año apareció como Playmate del mes donde logró cierto reconocimiento por los medios. Aparte de ser modelo también actuó en múltiples películas, entre ellas The Hudsucker Proxy (1994), Agárralo como puedas 33⅓: El insulto final (1995), Una mujer peligrosa (1995) y Skyscraper (1996). Llegó a tener su propio programa de telerrealidad llamado The Anna Nicole Show (2002), pero no obtuvo éxito y fue cancelado dos años después. Fue portavoz de TrimSpa, una empresa de alimentos dietéticos, lo que la ayudó a perder 69 libras (31 kg).
En junio de 2006 anunció su segundo embarazo en un vídeo que salió de su sitio web oficial. Dannielynn Birkhead, nació el 7 de septiembre de ese mismo año en Nueva Providencia, Bahamas; y tres días después hubiera muerto Daniel a causa de una sobredosis.
Smith falleció en febrero de 2007 en una habitación de hotel de Hollywood, Florida; como resultado de una sobredosis de psicofármacos.En los meses anteriores a su muerte, fue objeto de una renovada cobertura de prensa en torno a la muerte de su hijo Daniel, y la batalla por la paternidad y la custodia de su hija recién nacida.

## Biografía

### 1967-1991: primeros años
Anna Nicole Smith nació como Vickie Lynn Hogan el 28 de noviembre de 1967 en Houston (Texas), única hija de Virgie —de soltera Tabers— Arthur y Donald Hogan. Tuvo cinco medios hermanos por parte de su padre, y fue criada principalmente por su madre y tía. En una entrevista reveló que fue violada; habló sobre Virgie que, además de agredirla físicamente, permitió que su padrastro y hermano abusaran de ella y su hermana. Asistió a la Escuela Primaria Durkee y a la Escuela Secundaria Aldine en Houston, donde sufrió acoso escolar. Cuando estaba en noveno grado, la enviaron a vivir con su tía materna en Mexia (Texas). A los 15 años, en el Instituto Mexia, suspendió su primer grado y abandonó el instituto durante su segundo año, y posteriormente consiguió trabajo en el local de comida rápida Jim's Krispy Fried Chicken. Durante este periodo sufrió una sobredosis, por lo que tuvo que ser hospitalizada. Mucho antes de iniciar su carrera como modelo fue bailarina en un club de estriptis bajo los nombres de «Miss Nikki» y «Robyn».

### 1992-2007: carrera
Smith apareció en la portada de la edición de marzo de 1992 de la revista Playboy como Vickie Smith. Apareció como Playmate del mes en una fotografía de Stephen Wayda para la edición de mayo de 1992. Smith consiguió un contrato para reemplazar a la supermodelo Claudia Schiffer en una campaña publicitaria de vaqueros para Guess? que presentaba una serie de sensuales fotografías en blanco y negro. Durante la campaña de Guess? adoptó el nombre artístico de «Anna Nicole». Los fotógrafos de Guess? notaron que tenía un parecido sorprendente con Jayne Mansfield y la exhibieron en varias sesiones de fotos inspiradas en Mansfield. En 1993, modeló para la compañía de ropa sueca H&M, lo que llevó a que su imagen se mostrara en grandes vallas publicitarias en Suecia y Noruega. Apareció en la portada de Marie Claire, fotografiada por Peter Lindbergh en octubre de 1993, y en la revista GQ a principios de ese año. La revista New York utilizó una fotografía de Smith en la portada de su edición del 22 de agosto de 1994 titulada White Trash Nation. En la foto aparece sentada en cuclillas con falda corta y botas vaqueras mientras come patatas fritas. En octubre de 1994, inició una demanda de US$5 000 000 estadounidenses contra la revista, alegó que no ha autorizado el uso de su foto y que el artículo dañó su reputación. Se informó que la demanda se había resuelto.
Si bien tuvo éxito como modelo, nunca encontró el mismo reconocimiento o éxito como actriz. Hizo su debut en la pantalla en la película de comedia de 1994 The Hudsucker Proxy, como Za-Za, una celebridad que coquetea con el personaje principal, interpretado por Tim Robbins, en una escena de barbería. Luego, se le asignó un papel más importante como Tanya Peters en Agárralo como puedas 33⅓: El insulto final (1994), que se estrenó siete días después de su debut cinematográfico inicial. Su papel como contacto fundamental de un crimen le valió críticas mixtas y la película fue un éxito de taquilla. La personalidad de Smith de una «rubia tonta» se reafirmó fuertemente en sus papeles cinematográficos, que solo buscaban comercializar sus activos físicos. En un intento por ganarse el respeto de la actuación, accedió a aparecer en Una mujer peligrosa (1995), su primer papel protagónico. Apareció como sí misma en el episodio piloto de La cruda realidad, y luego intentó revitalizar su carrera cinematográfica con un papel principal en Skyscraper en 1996. La película de bajo presupuesto y directa a vídeo no le ofreció a Smith más que «explotación suave» y su carrera cinematográfica nuevamente se estancó. En 1998, apareció en la serie de variedades Sin City Spectacular. Ese mismo año, actuó en la reveladora película de autopromoción Anna Nicole Smith: Exposed, que se basó en varias sesiones de fotos durante su carrera en Playboy. Luego interpretó a Donna, la amiga de Veronica Chase, encarnada por Kirstie Alley, en la comedia Veronica's Closet, de 1999. Fue estrella invitada como Myra Jacobs en un episodio de 1999 de la serie Ally McBeal.
A principios de la década de 2000, tuvo muy pocos papeles actorales. Como resultado de su creciente popularidad entre los tabloides y columnistas de chismes, obtuvo su propio programa de telerrealidad en E!. The Anna Nicole Show se estrenó en agosto de 2002, donde logró la calificación de cable más alta para un programa de telerrealidad. El día que se estrenó la serie fue el séptimo aniversario de la muerte de J. Howard Marshall. La serie intentó centrarse en la vida privada de Smith, su novio/abogado Howard K. Stern, su hijo Daniel Wayne Smith, su asistente Kimberly «Kimmie» Walther, su caniche miniatura Sugar Pie, su decorador de interiores Bobby Trendy y su prima de Texas, Shelly Cloud. El programa fue cancelado en junio de 2003 y el último episodio se estrenó en octubre de 2004, donde citó «diferencias irreconciliables».
Volvió a la actuación cinematográfica en 2003 con la película de comedia Wasabi Tuna, en la que interpretó una versión exagerada de sí misma. En la cinta, su caniche miniatura, Sugar Pie, es robada en Halloween por un equipo de drag queens vestidos como ella. Ni la película ni su actuación obtuvieron críticas positivas. En 2005, apareció brevemente como espectadora en un partido de baloncesto en Be Cool, protagonizada por John Travolta. A fines de 2005, aceptó interpretar a Lucy en la película de parodia independiente de producción propia Illegal Aliens, junto a la luchadora Joani «Chyna» Laurer. La película fue lanzada directo a video en mayo de 2007, tres meses después de su muerte.
En noviembre de 2004, apareció en los Premios American Music para presentar a Kanye West y atrajo la atención por su dificultad para hablar y su comportamiento. Durante su aparición en vivo, levantó los brazos y preguntó: «¿Te gusta mi cuerpo?», Smith murmuró otros comentarios y aludió a TrimSpa. El incidente se convirtió en material cómico para los presentadores durante el resto del programa. Su aparición apareció en los medios al día siguiente. En marzo de 2005, en los primeros MTV Australia Video Music Awards en el Luna Park de Sídney, Smith se burló del mal funcionamiento del guardarropa de Janet Jackson durante la Super Bowl de 2004, bajándose el vestido para revelar ambos senos, cada uno cubierto con el logotipo de MTV.
En una entrevista en Late Night with Conan O'Brien, le preguntaron a Smith en qué consistía su «dieta playmate»; respondió al instante: «Pollo frito». En octubre de 2003, se convirtió en portavoz de TrimSpa, que supuestamente la ayudó a perder 69 libras (31 kg). La empresa de productos dietéticos TrimSpa y Smith fueron demandados en una demanda colectiva alegando que su comercialización de una píldora para bajar de peso era falsa o engañosa.

## Vida personal

### Relaciones y matrimonios
Mientras trabajaba en el restaurante de comida rápida Jim's Krispy Fried Chicken en Mexia (Texas), conoció a Billy Wayne Smith, un cocinero del restaurante, y la pareja se casó el 4 de abril de 1985, cuando tenía diecisiete años. Dio a luz a su hijo, Daniel Wayne Smith, el 22 de enero de 1986. Smith y su esposo se separaron al año siguiente y se divorciaron en 1993.
Mientras actuaba en un club de estriptis de Houston en octubre de 1991, conoció al magnate petrolero de 86 años J. Howard Marshall. Durante su relación de dos años, Marshall, según los informes, prodigó costosos regalos a Smith y le pidió que se casara con él varias veces. El 27 de junio de 1994, Smith y Marshall se casaron en Houston, lo que generó especulaciones de que se casó con él por su dinero. Smith sostuvo que amaba a Marshall y que la edad no le importaba. El 4 de agosto de 1995, trece meses después de su matrimonio, Marshall murió de neumonía en Houston a la edad de 90 años.

### Casos judiciales de herencia
Aunque Smith no estaba en el testamento de Marshall, afirmó que a cambio del matrimonio Marshall le prometió verbalmente la mitad de su patrimonio, que consistía principalmente en una participación del 16 % en Koch Industries, que entonces valía US$1,6 mil millones. El hijastro de Smith, E. Pierce Marshall, cuestionó el reclamo. Smith unió fuerzas temporalmente con el otro hijo de J. Howard, J. Howard Marshall III, quien fue repudiado después de intentar tomar el control de Koch Industries. Howard III también afirmó que su padre le había prometido verbalmente una parte de la herencia; al igual que Smith, Howard III también quedó fuera del testamento de su padre. En 1996, se declaró en bancarrota en California como resultado de una sentencia en rebeldía de US$850 000 en su contra por acoso sexual de una niñera que cuidaba a su hijo. Dado que cualquier dinero que pudiera adeudarle del patrimonio de Marshall formaba parte de sus activos potenciales, el tribunal de quiebras se involucró en el asunto.
En septiembre de 2000, un juez de quiebras de Los Ángeles otorgó a Smith US$449 754 134, la cantidad que aumentó el valor de la participación de Marshall en Koch Industries durante su matrimonio. Sin embargo, en julio de 2001, el juez de Houston Mike Wood confirmó las conclusiones del jurado en el caso de sucesión al dictaminar que Smith no tenía derecho a nada. El juez ordenó a Smith que pagara más de US$1 000 000 para cubrir los costos y gastos legales de E. Pierce Marshall. El conflicto entre las sentencias del tribunal de sucesiones de Texas y el tribunal de quiebras de California llevó el asunto a un tribunal federal.
En marzo de 2002, un juez federal anuló el fallo del tribunal de quiebras de California y emitió un nuevo fallo que redujo la adjudicación a US$88 000 000. El 30 de diciembre de 2004, un panel de tres jueces del Tribunal de Apelaciones del Noveno Circuito de los Estados Unidos revocó esa decisión con el argumento de que los tribunales federales carecían de jurisdicción para anular la decisión del tribunal de sucesiones.
En septiembre de 2005, la Corte Suprema de los Estados Unidos decidió escuchar la apelación de esa decisión. La administración de George W. Bush ordenó a Paul Clement, el procurador general de los Estados Unidos, que intercediera en nombre de Smith debido a su interés en ampliar la jurisdicción de los tribunales federales sobre las disputas sucesorias estatales. El 1 de mayo de 2006, la Corte Suprema falló por unanimidad a favor de Smith. La jueza Ruth Bader Ginsburg escribió la opinión. La decisión no otorgó a Smith una parte del patrimonio de su esposo, pero afirmó su derecho a reclamar una parte del mismo en un tribunal federal.
El 20 de junio de 2006, E. Pierce Marshall murió a los 67 años a causa de una infección. Su viuda, Elaine Tettemer Marshall, siguió el caso en nombre de su patrimonio. Después de la muerte de Smith en 2007, el caso continuó en nombre de la pequeña hija de Smith, Dannielynn Birkhead. En marzo de 2010, un tribunal de apelaciones confirmó el veredicto que prohibía a Smith acceder al patrimonio. Tras la decisión, los abogados del patrimonio de Smith apelaron la decisión ante todo el Noveno Circuito. El 6 de mayo de 2010 el recurso fue denegado. El 28 de septiembre de 2010 la Corte Suprema acordó conocer el caso.
En junio de 2011, en el caso de Stern v. Marshall, la Corte Suprema emitió un fallo en contra del patrimonio de Smith y dictaminó que la decisión del tribunal de quiebras de California que le otorgó US$475 000 000 a su patrimonio se tomó sin jurisdicción sobre la materia. El tribunal estuvo de acuerdo con el fallo del Noveno Circuito de que un tribunal de quiebras no podía tomar una decisión sobre un tema fuera de la ley de quiebras.
En 2011, el patrimonio de Smith presentó una moción en el tribunal de distrito de EE. UU. para obtener US$44 000 000 de dólares en daños compensatorios y sancionar el patrimonio de E. Pierce Marshall. En agosto de 2014, David O. Carter, juez federal del Tribunal de Distrito de Estados Unidos en el condado de Orange (California), rechazó estos esfuerzos.

### Familia y residencia en Bahamas
El 1 de junio de 2006, anunció su embarazo en un videoclip de su sitio web oficial. Su hija, Dannielynn Hope Marshall Stern, nació el 7 de septiembre de 2006 en Nueva Providencia (Bahamas). En una entrevista de Larry King Live, en CNN, después de la muerte de Daniel, su abogado personal, Howard K. Stern, dijo que él y Smith habían estado en una relación durante «mucho tiempo» y que debido al momento del embarazo, confiaba en que él era el padre del bebé. El fotógrafo Larry Birkhead sostuvo que él era el padre del bebé y presentó una demanda para establecer la paternidad. El certificado de nacimiento de las Bahamas registró al padre como Stern.
Un juez de Estados Unidos ordenó que se realizaran pruebas de ADN para determinar el padre biológico de la hija. Después de la muerte de Smith, el abogado de Birkhead pidió que se tomara una muestra de ADN de emergencia del cuerpo de Smith. La solicitud fue denegada por un juez que ordenó que el cuerpo de Smith fuera preservado hasta el 20 de febrero de ese año. El 9 de febrero de 2007, el esposo de Zsa Zsa Gabor, Frédéric Prinz von Anhalt, dijo que había tenido una relación de una década con Smith y que podría ser el padre de su hija. Alexander Denk, exguardaespaldas y chef de Smith, también afirmó que había tenido una aventura con Smith y que él también era potencialmente el padre.
Después de la muerte de Smith, el portal TMZ informó que a Smith le habían recetado metadona con un nombre falso mientras estaba en su octavo mes de embarazo. La Junta Médica de California inició una revisión del asunto. El médico que lo recetó, Sandeep Kapoor, dijo que su tratamiento era «sólido y apropiado». El 10 de abril de 2007, un juez de las Bahamas dictaminó que las pruebas de ADN habían establecido que Birkhead era el padre de la hija de Smith. Posteriormente, Birkhead solicitó un certificado de nacimiento enmendado que lo incluyera como el padre, lo que allanó el camino para que obtuviera un pasaporte para que el bebé se fuera con él a los Estados Unidos. La madre de Smith, Virgie Arthur, fue representada por los abogados John O'Quinn y Franklin D. Azar, para ayudar a aumentar las visitas con su entonces nieta de 5 meses, Dannielynn Hope Marshall Stern. Azar dijo que Stern no permitió que Virgie Arthur tocara al bebé durante una visita reciente.
El hijo de 20 años de Smith, Daniel Wayne Smith, murió el 10 de septiembre de 2006 en la habitación del hospital de su madre mientras la visitaba a ella y a su bebé. Una autopsia encontró que murió por una combinación de drogas, que incluían metadona y antidepresivos. Un jurado de las Bahamas determinó que Daniel murió por una sobredosis accidental de drogas y recomendó que no se presentaran cargos penales.
El 21 de septiembre de 2006 se emitió un certificado de defunción para que Daniel pudiera ser enterrado. Mientras permanecía en las Bahamas con Dannielynn y Stern, la familia de su hijo en Estados Unidos, incluido su padre, Billy Smith, se reunió con amigos el 7 de octubre de 2006 en Mexia (Texas), para un servicio conmemorativo. Daniel fue enterrado en el cementerio Lake View en New Providence el 19 de octubre de 2006, casi seis semanas después de su muerte.
Según Stern, estaba destrozada por la muerte de su hijo. «Anna y Daniel eran inseparables. Daniel era sin duda la persona más importante en la vida de Anna», dijo Stern durante su testimonio en el juicio sobre el derecho a controlar la disposición de los restos de Smith. «En el funeral de Daniel, hizo que abrieran el ataúd y trató de meterse dentro. Dijo que “si Daniel tiene que ser enterrado, quiero que me entierren con él”. Ella estaba lista para bajar con él». Stern dijo que «Anna se vio a sí misma como la madre y el padre de Daniel. Desde el momento en que la conocí, todo fue para Daniel. Diría que físicamente murió la semana pasada, pero en muchos sentidos, emocionalmente, murió cuando Daniel falleció».
El 28 de septiembre de 2006, Smith y Stern intercambiaron votos y anillos en una ceremonia de compromiso informal en las Bahamas. Aunque prometieron su amor y se comprometieron a apoyarse el uno al otro ante un ministro bautista, no se emitió ningún certificado de matrimonio y la ceremonia no era legalmente vinculante. Con respecto al momento cuestionable de la ceremonia, el abogado de Smith en Nasáu dijo: «Necesitaban un poco de adrenalina porque las cosas han estado muy frenéticas y devastadoras en su vida recientemente». Las fotos de la ceremonia se vendieron a través de Getty Images a la revista People por alrededor de US$1 000 000.
Según los informes, Smith y Stern se quedaron en las Bahamas para evitar la prueba de paternidad de su hija en los Estados Unidos. A fines de 2006, el ministro de Inmigración de las Bahamas, Shane Gibson, le otorgó a Smith el estatus de residente permanente en dicho país; poco después, se publicaron fotografías en periódicos locales que mostraban a Smith acostada, vestida en la cama y abrazada a Gibson. Gibson renunció después de la ola de controversia sobre su relación con Smith.
La base del estatus de residente permanente de Smith fue la afirmación de que era propietaria de una mansión de US$900 000, que dijo que le había dado un exnovio, el desarrollador de bienes raíces Gaither Ben Thompson, de Carolina del Sur. Thompson afirmó que le había prestado a Smith los fondos para comprar la propiedad, que no reembolsó, y intentó recuperar el control de la propiedad. Thompson demandó para desalojar a Smith de la propiedad en el Tribunal de Bahamas y recibió una sentencia en rebeldía en su contra cuando no respondió al desalojo ni compareció ante el tribunal el 28 de noviembre de 2006. Ford Shelley, el yerno de Thompson, afirmó que se encontró metadona en el refrigerador del dormitorio de Smith mientras se recuperaba la mansión. Una fotografía proporcionada a TMZ del refrigerador de Smith mostraba una botella grande de metadona, viales de vitamina B12 inyectable —cianocobalamina— y numerosas botellas del producto dietético SlimFast.

## Fallecimiento y funeral

Lápida de Smith y Daniel en Lakeview Memorial Gardens and Mausoleums (Bahamas)

En la tarde del 8 de febrero de 2007, Smith fue encontrada inconsciente en la habitación 607 del Seminole Hard Rock Hotel & Casino en Hollywood (Florida). La esposa del guardaespaldas de Smith, que era enfermera registrada de emergencia, realizó reanimación cardiopulmonar durante quince minutos hasta que el guardaespaldas se hizo cargo. Había regresado al hotel después de que su esposa le informara sobre el estado de Smith. Según el jefe de policía de Seminole (Texas), Charlie Tiger, a la 1:38 p. m. hora local, el guardaespaldas de Smith, que también era un paramédico capacitado, llamó a la recepción del hotel desde la habitación del sexto piso de Smith. El empleado de la recepción a su vez llamó al guardia de seguridad del hotel, quien luego llamó al 911, y dijo: «Necesitamos ayuda para la habitación 607 en el Hard Rock Hotel. Es en referencia a una mujer blanca. No respira y no responde... en realidad, es Anna Nicole Smith».
A la 1:45 p. m., el guardaespaldas administró RCP hasta que llegaron los paramédicos. A las 2:10 p. m., Smith fue trasladada de urgencia al Memorial Regional Hospital, donde fue declarada muerta a su llegada a las 2:49 p. m. La investigación fue dirigida por el médico forense y patólogo forense del condado de Broward, Joshua Perper, junto con la policía de Seminole y varios patólogos forenses y toxicólogos independientes. Perper anunció que Smith había muerto debido a una «intoxicación por drogas combinadas» con el medicamento para dormir hidrato de cloral como el «componente principal». No se encontraron drogas ilegales en su sistema. El informe oficial señala que no se consideró que su muerte se debiera a homicidio, suicidio o causas naturales. Además, una copia oficial del informe de la autopsia se hizo pública el 26 de marzo de 2007 y se puede encontrar en línea.
La muerte de Smith finalmente se dictaminó como una sobredosis accidental de drogas del sedante hidrato de cloral que se volvió cada vez más tóxico cuando se combinó con otros medicamentos recetados en su sistema, específicamente cuatro benzodiazepinas: Klonopin —clonazepam—, Ativan —lorazepam—, Serax —oxazepam— y Valium —diazepam—. Además, había tomado Benadryl —difenhidramina— y Topamax —topiramato—, los cuales bloquean los canales de sodio, probablemente intensificando los efectos sedantes del hidrato de cloral y las benzodiazepinas. A pesar de los rumores sobre el uso de metadona debido a su participación en la muerte del hijo de Smith, Perper solo encontró metadona en su bilis, lo que indica que probablemente la ingirió 2 o 3 días antes de su muerte y, por lo tanto, no fue un factor contribuyente. El informe de la autopsia indica que los abscesos en las nalgas, presumiblemente por inyecciones previas de vitamina B12 en forma de cianocobalamina, así como la hormona del crecimiento humano y la enteritis viral, fueron causas contribuyentes de la muerte. Las pruebas para influenza A y B fueron negativas.
Se informó que ocho de los once medicamentos en el sistema de Smith, incluido el hidrato de cloral, se le recetaron a Stern, no a Smith. Además, dos de las recetas fueron escritas para «Alex Katz» y una fue escrita para la amiga y psiquiatra de Smith, la Dra. Khristine Eroshevich. Perper reconoció que todas las recetas habían sido escritas por la Dra. Eroshevich. El funeral de Smith tuvo lugar el 2 de marzo de 2007 en las Bahamas.
El testamento de Smith fue preparado por el abogado Eric Lund y ejecutado el 30 de julio de 2001 en Los Ángeles, California. Smith nombró a su hijo Daniel como el único beneficiario de su herencia, excluyó específicamente a otros niños y nombró a Stern albacea de la herencia. Indicó bienes muebles valorados en US$10 000 y bienes inmuebles valorados en US$1 800 000, con una hipoteca de US$1 100 000, al momento de su muerte. Se presentó una petición para validar el testamento de Smith en el Tribunal Superior del condado de Los Ángeles, en la que se incluía a Birkhead como parte interesada en el patrimonio. Se instaló un monumento de granito negro en la tumba de Smith en las Bahamas en febrero de 2009.
En 2008, Virgie Arthur, presentó los procedimientos subyacentes contra TMZ, CBS, el periodista Art Harris, el bloguero de Texas Lyndal Harrington, Larry Birkhead y otros, alegando que los acusados conspiraron para arruinar su reputación a través de correos electrónicos difamatorios, publicaciones en blogs y sitios web y dañaron sus esfuerzos para obtener la custodia y régimen de visitas de su nieta. El tribunal encarceló a Harrington porque no entregó su computadora como prueba. Harrington afirmó que no podía cumplir voluntariamente con la orden del tribunal porque le robaron la computadora; existe la duda de si este robo fue un montaje. La demanda por difamación de Arthur fue desestimada después de que TMZ, CBS y otros ganaran un juicio sumario. El padre de Dannielynn Birkhead, Larry Birkhead, de Louisville (Kentucky), obtuvo la custodia exclusiva de su hija.

## Legado
Desde los inicios de su carrera hasta sus últimos años de  vida, Smith ha sido apodada con el título de «La nueva Marilyn Monroe», quien ella misma la consideró su mayor inspiración e influencia en el modelaje. Anna Nicole, una ópera de Mark-Anthony Turnage sobre la modelo, se estrenó el 17 de febrero de 2011 en la Royal Opera House. La dirección musical fue del prestigioso director italiano Antonio Pappano y el papel principal lo interpretó la soprano neerlandesa Eva Maria Westbroek; recibió críticas mixtas. La vida de Smith fue el tema del documental de Netflix de 2023 Anna Nicole Smith: You Don't Know Me. La película recibió críticas generalmente negativas, y muchos revisores coincidieron en que si bien You Don't Know Me intenta condenar el voyeurismo y sensacionalismo, también es culpable de ello: Courtney Howard de Variety escribió: «Aunque ofrece una condena sutilmente punzante del voyerismo de las celebridades, no es suficiente para hacer que ese puñetazo aterrice con fuerza, e incluso parece culpable de lo mismo». Cady Lang de Time escribió que el documental «intenta, pero finalmente fracasa, replantear la narrativa en torno a la última modelo y personalidad de los medios». Lang señaló que si bien documentales recientes sobre figuras similares de la década de 2000 propensas a escándalos han humanizado a sus sujetos, You Don't Know Me «está tan preocupado por los escándalos de Smith como lo estaban los medios de comunicación». Escribió Calum Marsh del New York Times que el enfoque del documental en el escándalo lo llevó, «a pesar de los esfuerzos bien intencionados de Macfarlane, directamente al territorio de lo que intenta condenar: el voyerismo escabroso». Sylvia Hoeks interpretará a Smith en la próxima película Hurricana.
En 2017, el médico de cabecera de Smith, Sandeep Kapoor, publicó unas memorias tituladas Trust Me, I'm a Doctor: My Life Before, During and After Anna Nicole Smith. En febrero de 2024, se informó que Kal Penn protagonizará a Kapoor en una próxima película basada en el libro, titulada Trust Me, I'm a Doctor.

## Filmografía
| Cine - 1994: The Hudsucker Proxy - 1994: Naked Gun 33⅓: The Final Insult - 1995: Edenquest - 1995: To the Limit - 1996: Skyscraper - 1998: Anna Nicole Smith: Exposed - 2003: Wasabi Tuna - 2005: Be Cool - 2007: Illegal Aliens | Televisión - 1995: The Naked Truth - 1998: Sin City Spectacular - 1999: Veronica's Closet - 1999: Ally McBeal - 2000: N.Y.U.K. - 2005: Comedy Central Roast of Pamela Anderson - 2005: All Of Us - 2002-2004: The Anna Nicole Show |

## Premios y nominaciones
| Año  | Premio                   | Trabajo nominado                | Categoría                                                         | Resultado | Ref.    |
| ---- | ------------------------ | ------------------------------- | ----------------------------------------------------------------- | --------- | ------- |
| 1995 | Premios Golden Raspberry | Naked Gun 33⅓: The Final Insult | Peor nueva estrella                                               | Ganadora  | [ 139 ] |
| 2003 | Teen Choice Awards 2003  | The Anna Nicole Show            | Elección de estrella femenina de televisión de reality/variedades | Nominada  | [ 140 ] |